# Néottie nid d'oiseau
Neottia nidus-avis
Espèce
Classification phylogénétique
Statut de conservation UICN

 LC  : Préoccupation mineure
Statut CITES
La Néottie nid d'oiseau (Neottia nidus-avis) est une espèce de plantes à fleurs de la famille des Orchidaceae. C'est une orchidée originaire d'Eurasie et d'Afrique du Nord. C'est un géophyte à rhizomes, dépourvu de chlorophylle.

## Description
C'est une plante herbacée vivace. Sa taille peut varier de 10 à 40 cm. Elle est de couleur brun jaunâtre et ses fleurs, roussâtres, sont disposées en épi. Les feuilles sont brunes et transformées en écailles engainantes le long de la tige. La tige desséchée avec les capsules vides persiste d'une année à l'autre. Sur l'appareil végétatif, en partie souterrain, la disposition et l'enchevêtrement des rhizomes et racines font penser aux brindilles d'un nid d'oiseau. La comparaison est attribuée au médecin et botaniste Jacques Daléchamps en 1587.

## Biologie

### Floraison

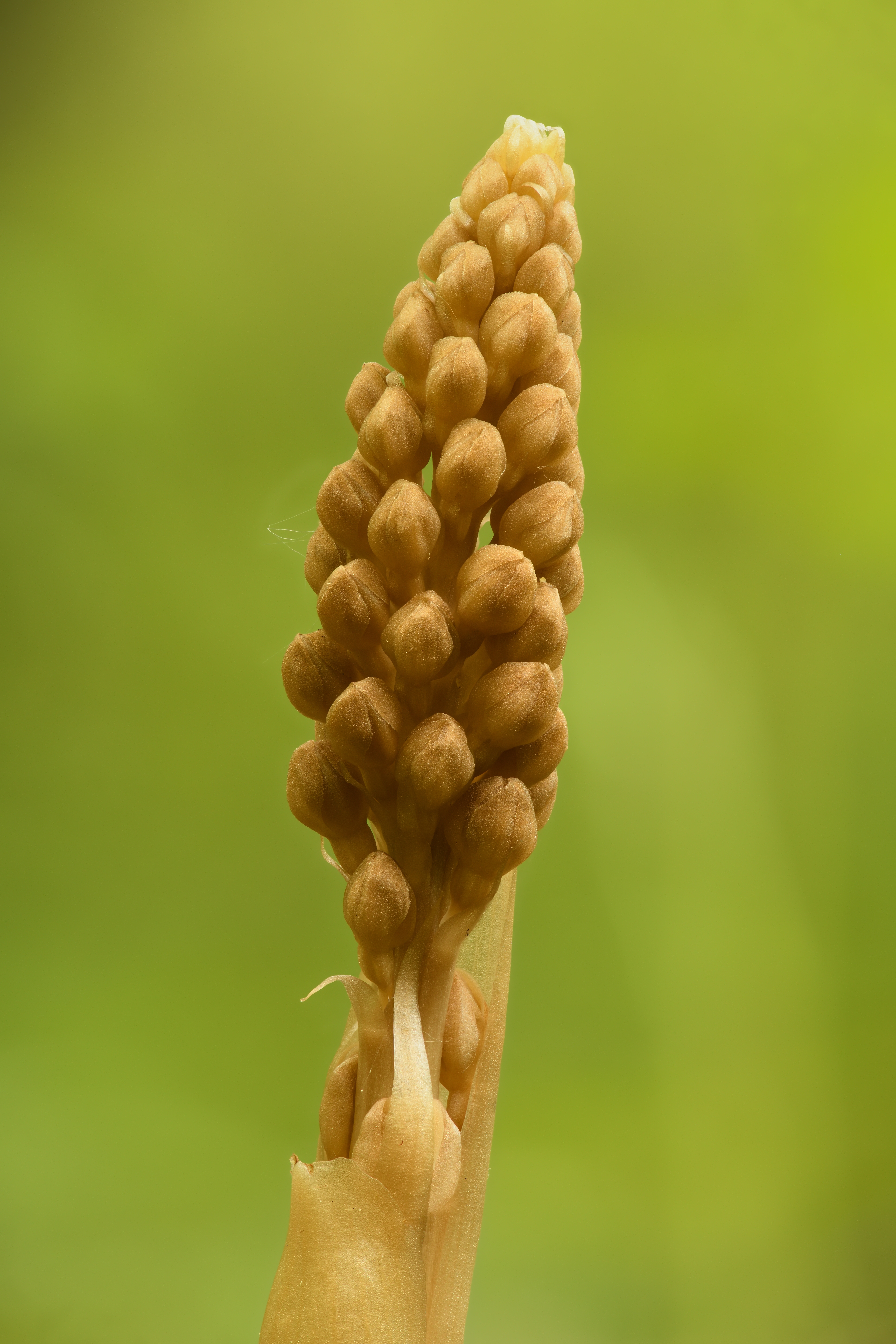
Début de floraison, en Estonie, en juin 2022.

La floraison s'étale de mai à juillet. Elle peut se faire sous terre. La pollinisation est assurée par les insectes, en particulier des fourmis, des coléoptères et des thysanoures. L'autofécondation peut avoir lieu à défaut de visite d'insecte: les pollinies enflent, puis s'effritent et le pollen se dépose sur le stigmate.

### Mycohétérotrophie

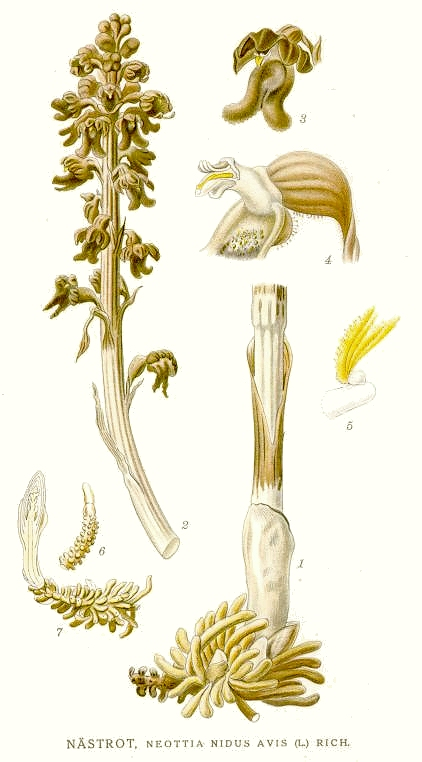
Neottia nidus-avis.

La Néottie nid d'oiseau est souvent considérée à tort comme un parasite parce qu’elle est dépourvue de chlorophylle et donc incapable de réaliser la photosynthèse. Comme la plupart des orchidées, la Néottie a développé des caractéristiques qui la rendent extrêmement économe en ressources. Chez les plantes vertes, la photosynthèse consomme beaucoup d’eau et d’azote. La Néottie s'associe à un champignon, du genre Sebacina, qui vit en symbiose avec les racines d'un feuillu. Des métabolites (sucres, acides aminés, etc.) de l'arbre lui sont transmis par le champignon (l'association racine-champignon est appelée  mycorhize). Toutefois, il y a un déséquilibre en faveur de la plante, au détriment du champignon.
Neottia, Limodorum, Corallorhiza et Epipogium seraient les seuls genres d'orchidées dépourvus de chlorophylle des pays tempérés. Ce ne sont pas à proprement parler des saprophytes, mais plutôt des mycohétérotrophes car c'est le champignon qui fournit les matières organiques qui nourrissent ces orchidées.
La découverte de l'identité des champignons impliqués, non cultivables, attendra l'ère de la biologie moléculaire, et les travaux de l'équipe de Marc-André Selosse au Muséum, à Paris. Les racines sont colonisées par les hyphes de champignons, mais contrairement aux autres Orchidaceae, il s’agit de champignons ectomycorhiziens de la famille des Sebacinaceae, habituellement associés aux racines des arbres. Les matières organiques (sucres…) utilisées par la néottie proviennent de ces champignons, et par leur biais, des arbres voisins. Elles ont été produites par l’arbre auquel ces champignons sont associés.
« Il y a un volé (l'arbre), un voleur (le champignon) et un receleur (l'orchidée) ». Cependant le premier et le dernier reçoivent l'eau et les ions minéraux du champignon. La Néottie est dite hétérotrophe,.
« En forêt de Fontainebleau, Noël Bernard découvrit en 1899 le rôle déterminant joué lors de la germination des graines par des filaments mycéliens présents à l'intérieur des racines de Neottia. Plus tard, on observa que ce phénomène était général chez toutes les orchidées, dont les graines minuscules ne peuvent germer que si elles sont aidées dans cette tâche par les filaments du champignon qui leur servent de pseudo-racines et aspirent dans le sol les éléments nutritifs dont elles ont besoin. Un équilibre s'instaure alors entre le champignon et la racine de la plante herbacée; équilibre toujours fragile. C'est en sécrétant des substances chimiques particulières: l'orchinol et l'hircynol, que les racines tubérisées des plantes adultes maintiennent le champignon à leur périphérie et lui interdisent de pénétrer trop en avant dans leur tissu. ». La découverte de Noël Bernard avait alors résolu le mystère de la germination des orchidées.

## Biotopes

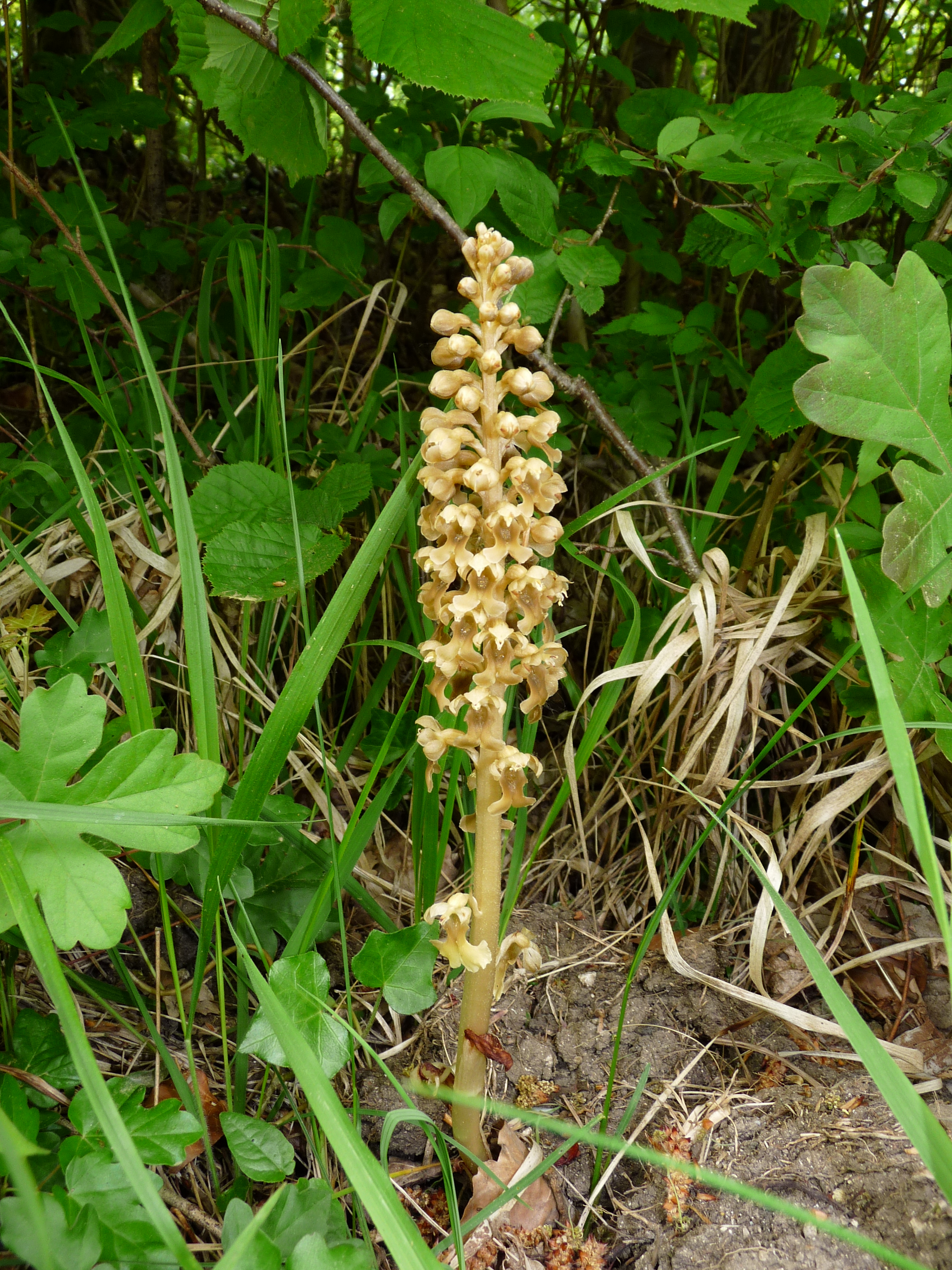
Neottia nidus-avis (Néottie nid d'oiseau) en France.

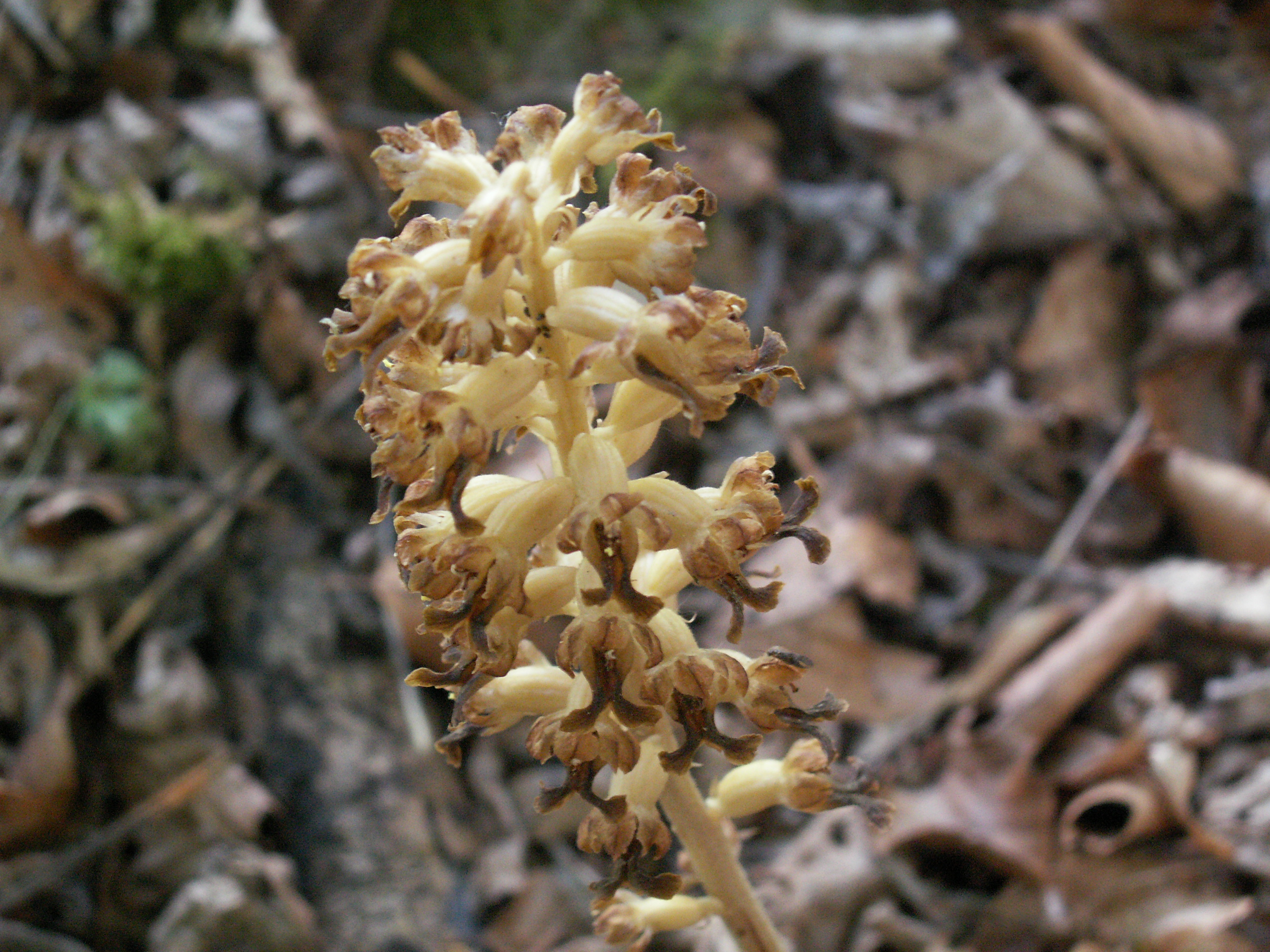
Neottia nidus-avis (Néottie nid d'oiseau).

C'est une espèce d'ombre. Elle est mésophile et apprécie des sols riches au pH basique à neutre. Ses biotopes préférés sont les hêtraies, chênaies ou pineraies.
En phytosociologie, elle est typique dans les peuplements forestiers de type hêtraie-charmaie (Carpino-Fagenelia) ou hêtraie à Céphalanthère (Cephalanthera-Fagion).

## Répartition
On la retrouve à l'étage collinéen et montagnard (jusqu'à 1 500 m d'altitude) sur le continent eurasiatique et sporadiquement en Afrique du Nord.
C'est une espèce commune à assez rare dans presque toute la France. Elle est considérée comme totalement absente des départements du Morbihan, de la Loire-Atlantique, du Pas-de-Calais et de Paris-même. Sa présence en Finistère est incertaine. Elle est présente en Suisse, en Belgique et au Luxembourg.
Elle a été signalée en Algérie comme très rare, dans les monts Babors en Petite Kabylie. En Tunisie, elle a été identifiée pour la première fois en 2009 dans les chêneraie de la Kroumirie dans le massif d’El Ghorra (Nord-Ouest tunisien).

## Statuts de protection, menaces

### Vulnérabilité
L'espèce est évaluée comme non préoccupante aux échelons mondial, européen et français.
En France, l'espèce est considérée en danger critique (CR) en Bretagne et vulnérable (VU) dans le Nord-Pas-de-Calais et en Limousin.

### Protection
Elle est protégée en Belgique et en Algérie. En France, elle est protégée en Bretagne et en Limousin.

## Synonymes
| - Ophrys nidus-avis L. (1753) - Basionyme - Epipactis nidus-avis (L.) Crantz (1769) - Listera nidus-avis (L.) Curtis (1778) - Helleborine nidus-avis (L.) F.W. Schmidt (1793) - Helleborine succulenta F.W.Schmidt (1793) - Malaxis nidus-avis (L.) Bernh. (1800) - Serapias nidus-avis (L.) Steud. (1821) | - Neottidium nidus-avis (L.) Schltdl. (1823) - Distomaea nidus-avis (L.) Spenn. (1825) - Neottia abortiva Gray (1821) - Neottia macrostelis Peterm. (1844) - Neottia squamosa Dulac (1867) - Neottia orobanchoidea St.-Lag. (1880) |

## Étymologie
- Le nom générique, « Neottia » vient du grec et signifie « nid »
- Le nom spécifique, « nidus-avis », signifie « nid d'oiseau » en latin. En effet, la disposition et l'enchevêtrement des rhizomes et racines font penser aux brindilles d'un nid.